# Janusz Kubiak
Janusz Kubiak (ur. 11 listopada 1961 w Dolsku) – polski polityk, prawnik, adwokat, senator VI kadencji.

## Życiorys
W 1987 ukończył studia na Wydziale Historycznym Uniwersytetu im. Adama Mickiewicza w Poznaniu, a w 1990 także na Wydziale Prawa i Administracji tej uczelni. W 1993 ukończył aplikację sędziowską, a następnie uzyskał uprawnienia radcy prawnego i adwokata.
W 1990 został pracownikiem sądu rejonowego, a w 1991 Sądu Wojewódzkiego w Poznaniu. Następnie pracował w Banku Pekao oraz w Polskim Towarzystwie Ubezpieczeniowym Gryf. W 1996 został radcą Okręgowej Inspekcji Pracy. W 1998 rozpoczął prowadzenie kancelarii adwokackiej w Trzciance. Od 2002 do 2005 zasiadał w sejmiku wielkopolskim II kadencji.
W 2005 z ramienia Ligi Polskich Rodzin został senatorem VI kadencji z okręgu pilskiego. W trakcie kadencji należał do Senatorskiego Klubu Narodowego. W 2007 odszedł z LPR, w tym samym roku z listy Prawa i Sprawiedliwości (z rekomendacji RLN) bez powodzenia ubiegał się o reelekcję. W 2010 był kandydatem PiS na prezydenta Piły, uzyskał wówczas mandat radnego miasta. W 2014 został wybrany do rady powiatu pilskiego.
W 2011, 2015 oraz 2023 był ponownie kandydatem PiS do Senatu.